# Miguel VII Ducas
Miguel VII Ducas (em grego: Μιχαήλ Ζ΄ Δούκας; romaniz.: Mikhaēl VII Doukas), cognominado "Parapinácio" (em grego: Παραπινάκιος; romaniz.: Parapinakēs; lit. Menos um Quarto) foi imperador bizantino de 1071 a 1078.

## Reinado
Miguel VII era o filho mais velho de Constantino X Ducas e de Eudócia Macrembolitissa, e nasceu por volta de 1050. Tinha sido associado ao trono pelo seu pai em 1059, juntamente - ou pouco tempo antes - do seu irmão recém-nascido Constâncio. Quando Constantino X Ducas morreu em 1067 Miguel VII tinha 17 anos e deveria ter podido governar a título pessoal. Demonstrava, no entanto, escasso interesse pela política, e a sua mãe Eudócia e o seu tio João Ducas governaram o império como regentes.
A 11 de janeiro de 1068, Eudócia casou-se com o general Romano IV Diógenes, que se tornou co-imperador sénior associado a Miguel VII, Constâncio e a outro irmão do imperador, Andrónico. Quando Romano IV foi derrotado e capturado por Alparslano, sultão dos turcos seljúcidas, em Manzicerta em agosto de 1071, Miguel VII permaneceu nos bastidores, enquanto o seu tio João Ducas e o seu tutor Miguel Pselo tomavam a iniciativa. Estes, em conjugação, planearam afastar Romano IV do poder quando este fosse libertado, coroando Miguel VII uma vez mais mas desta vez como imperador sénior, o que sucedeu a 24 de Outubro de 1071, e Eudócia, mãe do imperador, foi fechada num convento.  
Embora ainda tendo João Ducas e Miguel Pselo como conselheiros, Miguel VII passou a depender crescentemente de Niceforitzes, o seu ministro das finanças. Os interesses do imperador, essencialmente por direcção de Miguel Pselo, eram de natureza académica, e o imperador foi permitindo a Niceforitzes aumentar a carga fiscal e as despesas sumptuárias sem financiar devidamente o exército. Em situações cada vez mais complicadas, os oficiais e funcionários do exército recorreram a confiscos e expropriações mesmo de propriedades da Igreja. O exército mal pago revelava tendência para se amotinar, e os Bizantinos perderam Bari, a sua última possessão em Itália, para os Normandos de Roberto Guiscardo, em 1071. Ao mesmo tempo, tiveram de enfrentar uma revolta de grandes proporções nos Bálcãs, onde se tentava restabelecer a Bulgária, nesse mesmo ano. Embora a revolta tenha sido sufocada pelo general Nicéforo Briénio, o império não conseguiu recuperar das suas perdas na Ásia Menor, tendo ficado sob a ocupação dos Turcos os extensos planaltos da Capadócia e da Galácia.

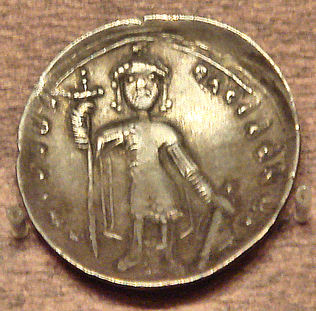
Miliarésio de Miguel VII Ducas

Depois de Manzicerta, o governo bizantino enviou um novo exército para travar o passo dos Turcos seljúcidas, comandando por Isaac Comneno, irmão do futuro imperador Aleixo I Comneno, mas também este exército foi derrotado e o seu comandante capturado em 1073. A situação agravou-se ainda mais com a deserção dos mercenários ocidentais contratados pelos bizantinos, contra os quais foi preciso organizar uma campanha em 1074, sob o comando do césar João Ducas. Esta campanha saldou-se por um novo fracasso e João Ducas, também capturado, foi obrigado pelos mercenários a se proclamar imperador. Miguel VII, perante esta situação, viu-se forçado a reconhecer as conquistas dos Turcos na Ásia Menor a troco do seu auxílio, e por fim um novo exército bizantino comandado por Aleixo Comneno e reforçado por contingentes turcos enviados por Maleque Xá I derrotou os mercenários em 1074.
Estes desaires provocaram descontentamento generalizado, apenas aumentado pela desvalorização da moeda, o que granjeou ao imperador o cognome Parapinakēs, "menos um quarto". Em 1078 dois generais, Nicéforo Briénio e Nicéforo Botaniates revoltaram-se ao mesmo tempo nos Bálcãs e na Anatólia, respectivamente. Nicéforo Botaniates foi apoiado pelos Turcos seljúcidas e chegou primeiro a Constantinopla. Miguel VII abdicou do trono quase sem resistência e retirou-se para o mosteiro de Estúdio a 31 de março de 1078. Tornou-se mais tarde metropolita de Éfeso e faleceu em Constantinopla em 1090.

## Família
Miguel VII Ducas casara-se com Maria de Alânia, filha do rei Pancrácio IV da Geórgia (da dinastia Bagrationi). Com ele teve pelo menos um filho:
- Constantino Ducas, co-imperador de 1075 a 1078 e de 1081 a 1087/8, faleceu por volta de 1095.